# Sebastián Vizcaíno
Sebastián Vizcaíno (Estremadura, Espanha, 1548 – Cidade do México, México, 1627) foi um comerciante, soldado, explorador e diplomata espanhol cujas funções variadas o levaram à Nova Espanha, Filipinas, península de Baja California e Japão.

## Juventude
Vizcaíno nasceu em Estremadura, Espanha em uma família de comerciantes bem sucedidos. De 1580 a 1583 liderou uma unidade de cavalaria na ocupação espanhola de Portugal. Chegou na Nova Espanha em 1583, partiu como um comerciante no galeão de Manila para Filipinas em 1586-1589. Em 1587 ele estava a bordo do Santa Ana, quando foi capturado por Thomas Cavendish.

## Exploração da costa da Califórnia
Em 1593, a disputada concessão para a pesca da pérola na costa ocidental do Golfo da Califórnia foi transferida para Vizcaíno. Em 1596, ele conseguiu navegar com três navios para La Paz, Baja California Sur. Deu a este local (conhecido por Hernán Cortés como Santa Cruz) seu nome moderno e tentou estabelecer uma colônia. No entanto, os problemas de reabastecimento, a moral em declínio, e um incêndio logo obrigaram o seu abandono. Vizcaíno também se tornou um diplomata.
Em 1601, o vice-rei espanhol na Cidade do México, Gaspar de Zúñiga y Acevedo, nomeou Vizcaíno general encarregado de uma expedição para localizar portos seguros em Alta California para galeões espanhóis usarem em suas viagens de volta para Acapulco a partir de Manila. Ele também recebeu a tarefa de mapear em detalhe a costa da Califórnia que João Rodrigues Cabrilho pela primeira vez havia explorado 60 anos antes. Partiu de Acapulco com três navios em 5 de maio de 1602. Seu navio-almirante era o San Diego e os outros dois navios eram San Tomás e Tres Reyes. Em 10 de novembro de 1602, ele entrou e nomeou a Baía de San Diego. Navegando até a costa, Vizcaíno nomeou a maioria das paisagens distintas como Ilha de Santa Catalina, Carmel Valley, baía de Monterey, entre outras. Dessa forma, substituiu alguns dos nomes dados a essas mesmas paisagens por Cabrillo em 1542. Vizcaíno foi a primeira pessoa a notar certas características ecológicas da costa da Califórnia, como a floresta de Cipreste de Monterey.
O comandante do Tres Reyes, Martin d'Aguilar, separou-se de Vizcaíno e continuou até a costa para o atual Oregon.
Um dos resultados da viagem de Vizcaíno foi uma onda de entusiasmo para o estabelecimento de um assentamento espanhol em Monterey, mas este acabou por ser adiado por mais 167 anos.

## No Japão
Em 1611, Vizcaíno foi nomeado embaixador por Filipe III de Espanha e viajou para o Japão como o primeiro embaixador espanhol a ocupar o cargo naquele país. Em 22 de março de 1611, ele partiu de Acapulco e chegou na cidade japonesa de Uraga em algum momento de junho daquele mesmo ano. Durante sua estada naquele país, ele se encontrou com Tokugawa Ieyasu e Date Masamune. Em 1616, inspecionou a costa leste do Japão e procurou por duas ilhas míticas chamadas Rico de Oro e Rico de Plata mas não conseguiu encontrá-las.
Vizcaíno morreu na Cidade do México em 1627 com oitenta anos.